# Ocotea monteverdensis
Ocotea monteverdensis är en lagerväxtart som beskrevs av W. Burger. Ocotea monteverdensis ingår i släktet Ocotea och familjen lagerväxter. Inga underarter finns listade i Catalogue of Life.